# Abusos sexuales a personas con discapacidad
Se llama abuso sexual al acto carnal ejecutado por una persona hacia otra, que se lleva a cabo por la fuerza y de manera violenta. Puede ocurrirle a cualquier persona. Sin embargo, es particularmente común en personas con discapacidad intelectual debido a su alto grado de vulnerabilidad.
En México, la tipificación del abuso sexual, en la legislación penal federal y las entidades federativas, se encuentra en el artículo 260. Comete el delito de abuso sexual quien ejecute en una persona, sin su consentimiento, o la obligue a ejecutar para sí o en otra persona, actos sexuales sin el propósito de llegar a la cópula. (Reformado, DOF 14 de junio de 2012).
Artículo 261. A quien cometa el delito de abuso sexual en una persona menor de quince años de edad o en persona que no tenga la capacidad de comprender el significado del hecho, aun con su consentimiento, o que por cualquier causa no pueda resistirlo o la obligue a ejecutarlo en sí o en otra persona, se le impondrá una pena de seis a trece años de prisión y hasta quinientos días multa. (Reformado, DOF 14 de junio de 2012)

## Consentimiento
En lo que se refiere a "discapacidad intelectual" es importante el criterio de consentimiento sexual que consiste en: "tener acceso a educación sexual, incluyendo información en cuanto a riesgos potenciales, en ser capaz de participar responsablemente en el comportamiento sexual, y en reconocer que hay elección cuando les proponen participar en una actividad sexual” (Conahan, Robinson y Miller en 1993). Los criterios mínimos para  que pueda haber un consentimiento sexual son los siguientes:
- Que su grado de discapacidad intelectual no se lo impida.
- Que tengan capacidad física para consentir. (por ejemplo: verbal o gestual)
- Comprensión de la sexualidad.
- Conocimiento y comprensión de la naturaleza del comportamiento sexual.
- Comprensión de las consecuencias de la actividad sexual.
- Capacidad de autoprotección.[1]

## Datos epidemiológicos
Los abusos sexuales en personas con discapacidad intelectual son más frecuentes que en el resto de la población. No se conoce el alcance real del problema puesto que las denuncias son muy bajas. En niños el riesgo se duplica (Kennedy, 1996; Lumley y Miltenberg, 1997; Furey, Granfield y Karan, 1999). Sufren abusos generalmente en edades comprendidas entre los 6-11 años. El riesgo aumenta en la adolescencia y en la adultez. Son más frecuentes en contextos muy cercanos y muy variados entre sí, entre los que destacan los siguientes: el ámbito familiar, el círculo de amistades, el entorno laboral, y el ambiente residencial , quienes van a constituir fuentes potenciales de abuso. (Hay estudios que demuestran que una cuarta parte de los abusos sexuales son realizados por los cuidadores (14 y 33%) (Sobsey y Randall, 1997). Mención aparte merecen las mujeres, las cuales son doblemente vulnerables, por el hecho de ser mujeres y además por tener una discapacidad.

## Tipos de abusos
Son los mismos que para las personas sin discapacidad:
- Abuso sexual sin contacto: En el que se engloban el acoso, pornografía, posturas indecentes, insinuaciones, exhibicionismo…
- Abuso sexual con contacto: Hace referencia a tocamientos, masturbación, penetración o introducción de objetos, explotación sexual…[2]

## Factores de vulnerabilidad
Son muchos los factores que incrementan la posibilidad de sufrir abusos sexuales en las personas con alguna discapacidad. Podemos hablar de factores familiares, educacionales, sociales y personales.
- Factores familiares: Puede existir una sobreprotección de los familiares hacia las personas con discapacidad intelectual, lo que desencadena una privación de su libertad, basado en el cumplimiento de sus normas. Ello hace que no puedan desarrollar habilidades adecuadas y se vean expuestas al abuso.
- Factores educacionales: Falta de educación sexual, que impide que sean capaces de discernir entre comportamientos sexuales adecuados e inadecuados y de comunicar de manera conveniente que están siendo víctimas de abusos sexuales. Además, puede haber desconocimiento de la ley acerca de los abusos sexuales y no ser conscientes de que la misma les puede ayudar en caso de sufrir este tipo de abusos, porque nadie les ha informado sobre ello.
- Factores sociales: Sufren aislamiento social, por lo que sienten más deseos de satisfacer a la gente (con tal de recibir atención y afecto) y presentan más riesgo de ser manipulados. La sociedad les niega la oportunidad de expresar su sexualidad. También sufren negación de los derechos humanos, que conlleva percepción de falta de poder por parte de la persona con discapacidad. A su vez, poseen más riesgo de padecer abusos por parte de profesionales de la salud y en las instituciones, de sufrir devaluación de las personas discapacitada por parte de la sociedad. Además, hay ausencia de un modelo de rol sexual, que impide el desarrollo de una adecuada identidad sexual.
- Factores personales: Las personas con discapacidad dependen de otros adultos en la realización de sus actividades cotidianas, lo que hace que estén acostumbrados al contacto físico de sus cuidadores, especialmente en las tareas de higiene y cuidado personal. En ocasiones, es difícil para ellos discernir el contacto físico con ese fin de otro tipo de contacto, siendo así muy vulnerables al abuso sexual por parte de los cuidadores. Muchas deficiencias conllevan discapacidad física, lo que hace que no puedan defenderse y sean más vulnerables. Otras están unidas a dificultades en la comunicación, impidiéndoles interactuar con otras personas adecuadamente para pedir ayuda ante una situación de abuso. Carecen de habilidades sociosexuales adecuadas y oportunas. Esto impide, por ejemplo, que sean capaces de decir "no" ante esa situación. Desde niños se les educa para que obedezcan a sus mayores, entre ellos, los cuidadores, lo que hace que se sientan en la obligación de hacer lo que otros les manden, como participar en una actividad sexual no deseada.[3][4]

## Prevención
Las personas con discapacidad intelectual necesitan una adecuada educación para ayudarles a luchar contra los abusos y prevenirlos. Una instrucción que cubra su desarrollo humano, la sexualidad, la expresión sexual apropiada y la promoción para garantizar que su entorno los proteja serán clave para evitar que sufran este tipo de atropellos . Requieren de apoyo y formación adecuados para tomar decisiones relacionadas con su reproducción y su salud. En caso de que ellos no tengan la capacidad de consentimiento, debe existir la figura de una persona que toma la decisión por ellos. Con frecuencia, si se produce el acoso, no se les cree. Sin embargo, con el adecuado apoyo, hasta una persona con discapacidad intelectual severa podría ser capaz de explicar el incidente adecuadamente.

### Educación preventiva en diferentes edades
- Infancia temprana(3-5 años): Los padres les pueden empezar a enseñar los nombres de las partes de su cuerpo, incluyendo los órganos sexuales, lo que se puede y no se puede hacer en público. Tienen que aprender que su cuerpo les pertenece y pueden empezar a conocer la diferencia entre los tocamientos apropiados e inapropiados.
- Media infancia (6-10 años): Ya deberían saber la diferencia entre chicos y chicas, qué partes del cuerpo son privadas y cómo se hacen los hijos. Se podrá trabajar las funciones de cada parte del cuerpo. Además, hay que incluir el significado de las relaciones de amistad, la toma de decisiones, las responsabilidades sociales, y evitar e informar sobre abusos sexuales. Se los deberá preparar para la pubertad, para que los cambios no los tomen por sorpresa.
- Adolescencia temprana (10-14): Hay que transmitirles que los cambios y sentimientos que están experimentando son normales a esta edad. Se debe empezar a hablar de reproducción y embarazo. Deben entender los conceptos de masturbación, abstinencia, prevención del embarazo, enfermedades de transmisión sexual y aprender a reconocer e informar posibles o reales abusos sexuales.
- Media adolescencia (14-18): Deben saber qué elementos constituyen una relación sana, cómo manejar sus sentimientos sexuales, la diferencia entre amor y sexo, su orientación sexual y las consecuencias de tocar a otros de manera inapropiada. Se deben retomar conceptos como prevención de embarazos y enfermedades de transmisión sexual y las responsabilidades del matrimonio y la paternidad/maternidad. Deben saber los efectos del alcohol y drogas. Será conveniente hablar sobre las relaciones, el amor, la intimidad y las alternativas al coito.
- Adolescencia tardía/adultez (18+): La educación sexual debe seguir para las personas con deficiencia intelectual y se debe continuar trabajando los elementos de una relación sana.

### Barreras para la educación sexual preventiva
- Sociedad: Existe una devaluación de las personas discapacitadas. La gente se siente incómoda hablando de discapacidad y sexualidad. Esto ocurre por la existencia de varios mitos como: "la discapacidad les imposibilita la actividad sexual"; "los discapacitados son asexuales". Generalmente son vistos como “eternos niños”. Otro mito muy común hace alusión a que poseen un mayor deseo sexual y están constantemente buscando complacerlo.
- Padres: Se perciben sentimientos de vergüenza por parte de los padres en lo que se refiere a la sexualidad de sus hijos, y más en discapacitados. Temen que educarlos en sexualidad pueda promover su comportamiento sexual. Otros asumen que sus hijos son asexuales y no precisan de esa educación.
- Profesionales de la salud: El papel de los pediatras es importantísimo. Estos deberían transmitir la importancia de la educación sexual a los padres.[4]

## Detección
Síntomas de una persona con deficiencia intelectual  que ha sufrido un abuso (Bailey, 1998):
- Confidencias, insinuaciones, comentarios.
- Comportamiento y lenguaje con alto contenido sexual.
- Dibujos de contenido sexual.
- Cambios repentinos de la conducta.
- Rechazo repentino a una persona.
- Ansiedad, miedos, fobias.
- Baja autoestima, autolesiones y comportamientos suicidas.
- Trastornos alimenticios.
- Trastornos del sueño.
- Dificultades en las relaciones interpersonales.
- Promiscuidad sexual.
- Problemas físicos como infecciones vaginales o urinarias, heridas en los genitales, hinchazón y dolor de barriga.[2]

La detección de estos abusos sexuales en personas con Deficiencia Intelectual resulta más complicado, ya que ellos tienen dificultades a la hora de informar de estos debido a:
- Dificultades en la comunicación.
- Sentimientos de culpa.
- Amenaza percibida de abandono.
- Potencial separación de la familia.
- Tolerancia del abuso para ser aceptado o recibir recompensas o afecto.
- En ocasiones, pueden no reconocer que están siendo objeto de abuso.

Es importante señalar que estas personas pueden no saber nombrar las partes de su cuerpo, o no tener información sobre la sexualidad, lo que impide que puedan reconocer y describir lo que les están haciendo.
Ante la sospecha de un abuso sexual hay que denunciarlo siempre y tener una actitud intolerante hacia este tipo de conductas y situaciones.

## Perfil de los agresores
Los abusadores creen que estas personas informan menos y tienen menor acceso a la información y los prefieren por considerarlos una presa más fácil. La mayor parte de los abusadores son varones que pertenecen a su entorno más cercano, a los que ven de manera regular y en los cuales confían (Sobsey, 1991; McCarthy y Thompson, 1997). Suelen ser familiares o conocidos y profesionales de los servicios que se prestan a la persona. En otras ocasiones también pueden sufrir abusos por parte de los compañeros con discapacidad, “canguros”, o personas extrañas (Sobsey, 1991).